# 柳泰
52°15′29″N 33°39′32″E / 52.25806°N 33.65889°E
柳泰（烏克蘭語：Люте）是位於烏克蘭東北部的村莊，由蘇梅州紹斯特卡區的茲諾布-諾夫霍羅德斯凱市鎮負責管轄。該村距離波利斯凱6.5公里，海拔高度142米，2001年人口34，82%居民使用烏克蘭語。